# Marizy
Marizy korábbi község (település) Franciaországban, Saône-et-Loire megyében. 2016. január 1-jén Le Rousset községgel egyesült és Le Rousset-Marizy új község része lett.
Lakosainak száma 410 fő (2018. január 1.). Marizy Saint-Romain-sous-Gourdon és Ballore községekkel határos.

## Népesség
A település népességének változása:
| Lakosok száma | 534  | 505  | 471  | 444  | 453  | 462  | 451  | 698  | 422  | 410  |
|               | 1962 | 1968 | 1975 | 1990 | 1999 | 2008 | 2013 | 2016 | 2017 | 2018 |